# Манский (Волгоградская область)
Ма́нский — хутор во Фроловском районе Волгоградской области России. Входит в Арчединское сельское поселение.
Население — 124 (2010)

## История
В 5 километрах к северо-западу от хутора находился курганный могильник позднесарматского времени.
Дата основания не установлена. Основан как немецкий хутор Согласно справочнику "История административно-территориального деления Сталинградского (Нижневолжского) края. 1928–1936 гг." относился к Перфиловскому сельсовету Фроловского района Нижневолжского (впоследствии Сталинградского) края
28 августа 1941 года был издан Указ Президиума ВС СССР о переселении немцев, проживающих в районах Поволжья, немецкое население депортировано.

## География
Хутор расположен в степной зоне на юго-западе Приволжской возвышенности на правом берегу реки Арчеда (при балке Гнездилище), на высоте 122 метра над уровнем моря. Рельеф местности холмисто-равнинный. Прилегающие к долине Арчеды склоны Приволжской возвышенности расчленены балками и оврагами.
Просёлочной дорогой хутор связан с автомобильной дорогой Фролово - Ольховка. По автомобильный дорогам расстояние до административного центра сельского поселения посёлка Образцы составляет 5 км, до районного центра города Фролово - 28 км.
Часовой пояс
Манский, как и вся Волгоградская область, находится в часовой зоне МСК (московское время). Смещение применяемого времени относительно UTC составляет +3:00.

## Население
Динамика численности населения по годам:
| 1936 | 1987 |
| ---- | ---- |
| 165  | ≈130 |

| 2002 | 2010 |
| ---- | ---- |
| 153  | ↘124 |

## Инфраструктура
В хуторе находятся начальная школа, медпункт, магазин. Хутор электрифицирован и газифицирован, имеется водопровод. До асфальтированной дороги (Фролово—Камышин) около 1 км.